# بوناتشي دي لا سايرا
بلدية بوناتشي دي لا سايرا (بالإسبانية: Buenache de la Sierra)‏، هي إحدى بلديات مقاطعة قونكة إحدى مقاطعات إسبانيا، و التي تقع في منطقة قشتالة لا منتشا وسط البلاد، و المائلة لجهة الشرق من إسبانيا.
يبلغ عدد سكانها 125 نسمة وفقاً لإحصائية سنة (2007).